# Кокорев, Павел Андреевич
Павел Андреевич Кокорев (1921—1986) — старший лейтенант Советской Армии, участник Великой Отечественной войны, Герой Советского Союза (1943).

## Биография

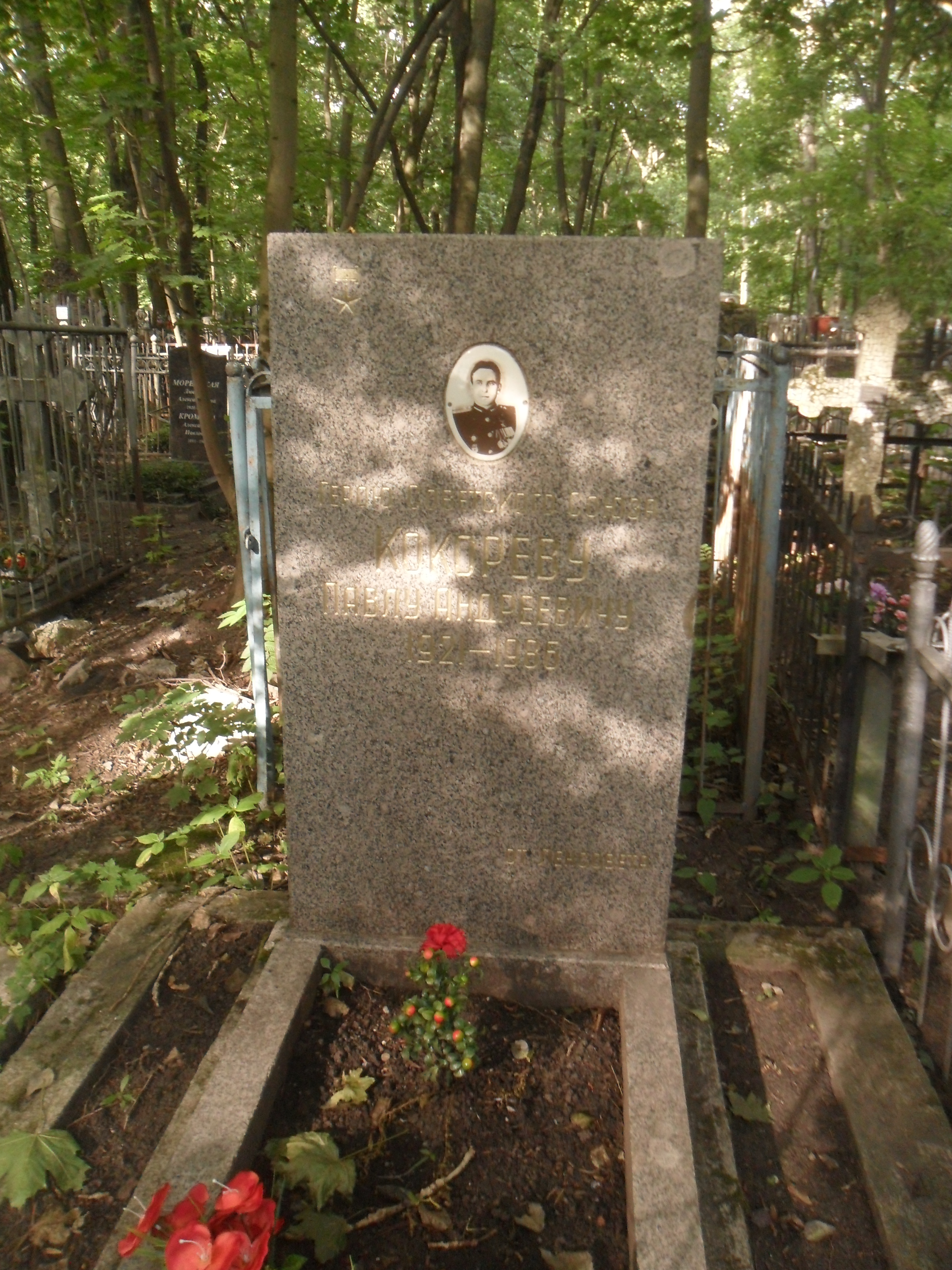
Могила Кокорева на Красненьком кладбище Санкт-Петербурга.

Павел Кокорев родился 13 июля 1921 года в деревне Борисцево (ныне — Заволжский район Ивановской области). Рано остался без родителей, воспитывался тётей. После окончания семи классов школы и школы фабрично-заводского ученичества в Наволоках работал ткачом, затем стал токарем на химзаводе в Заволжске. В 1941 году Кокорев был призван на службу в Рабоче-крестьянскую Красную Армию. С того же года — на фронтах Великой Отечественной войны. Принимал участие в битве за Москву, Сталинградской битве. К октябрю 1943 года сержант Павел Кокорев командовал орудием 1428-го стрелкового полка 315-й стрелковой дивизии 51-й армии Южного фронта. Отличился во время освобождения Мелитополя.
18 октября 1943 года Кокорев в составе своего полка форсировал реку Молочную и захватил плацдарм. Во время отражения немецкой контратаки Кокорев выкатил своё орудие на открытую позицию и уничтожил штурмовое орудие и четыре пулемёта с расчётами. 20 октября в боях на подступах к городу, когда весь его расчёт погиб, а сам он получил ранения, Кокорев продолжал вести огонь, уничтожив 2 танка и около 40 солдат и офицеров противника. После окончания боя он был отправлен в госпиталь.
Указом Президиума Верховного Совета СССР от 1 ноября 1943 года за «образцовое выполнение заданий командования по прорыву сильно укрепленной полосы врага, освобождение города Мелитополь и проявленные мужество и геройство» сержант Павел Кокорев был удостоен высокого звания Героя Советского Союза с вручением ордена Ленина и медали «Золотая Звезда» за номером 1304.
После излечения освобождал Севастополь.
В 1945 году ускоренным курсом Кокорев окончил Рязанское артиллерийское училище, в 1954 году — три курса Военной академии имени Дзержинского. В 1954 году в звании старшего лейтенанта по состоянию здоровья Кокорев был уволен в запас. Проживал в Ленинграде, работал сначала учителем физической культуры в школе, затем рабочим на Кировском и Адмиралтейском заводах. Скончался 25 апреля 1986 года, похоронен на Красненьком кладбище Санкт-Петербурга.

## Награды
Был также награждён орденами Отечественной войны 1-й степени и Красной Звезды, рядом медалей.

## Память
В честь Кокорева названа школа в Мелитополе, установлен бюст в Заволжске.
Мемориальная доска в память о Кокореве установлена Российским военно-историческим обществом на школе села Воздвиженье, где он учился.